# آیت اوادریم
ایت اوادریم (به فرانسوی: Ait Ouadrim) یک منطقهٔ مسکونی در مراکش است که در سوس ماسه درعه واقع شده‌است.

## خصوصیات
ایت اوادریم ۷٬۳۶۶ نفر جمعیت دارد.